# Colyton, New South Wales
Colyton este o suburbie în Sydney, Australia.